# Penápolis (kommun)
Penápolis är en kommun i Brasilien.   Den ligger i delstaten São Paulo, i den södra delen av landet, 700 km söder om huvudstaden Brasília. Antalet invånare är 58 529.
Följande samhällen finns i Penápolis:
- Penápolis

Runt Penápolis är det i huvudsak tätbebyggt. Runt Penápolis är det ganska tätbefolkat, med 83 invånare per kvadratkilometer.